# Подністров'я (УНР)
Подністров'я — земля Української Народної Республіки. Адміністративно-територіальна одиниця найвищого рівня. Земський центр — місто Могилів-Подільський. Заснована 6 березня 1918 року згідно з Законом «Про адміністративно-територіальний поділ України», що був ухвалений Українською Центральною Радою. Скасована 29 квітня 1918 року гетьманом України Павлом Скоропадським, що повернув старий губернський поділ часів Російської імперії.

## Опис
До землі мали увійти Ольгопільський повіт, частини Ямпільського, Балтського Подільської губернії й Тираспільський повіт, частина Ананьївського повіту Херсонської губернії.
Нині це північ Одеської, північний захід Миколаївської та крайній південь Вінницької областей України, а також частина Молдови на схід від Дністра (Придністров'я).